# Sønderrivning med heste
Sønderrivning med heste var en henrettelsesmetode, som gik ud på at offerets arme og ben på én gang blev revet fra hans krop. Inden sønderrivningen blev iværksat, blev delinkventen klædt nøgen. Den nødvendige trækkraft var fire heste, der hver var bundet til et af hans fire lemmer. Hestene piskedes til at trække af alle kræfter.
Denne henrettelsesform anvendtes som straf for exceptionelt alvorlige forbrydelser som i Frankrig for anslag mod kongens liv. Se Robert-François Damiens (attentat på Ludvig den 15. 1757) og François Ravaillac (mordet på Henrik 4. 1610). Det spanske kolonistyre henrettede oprørslederen Túpac Amaru II ved sønderrivning.
Henrettelser betragtedes som et offentligt skuespil. Det gjaldt i særlig grad for aflivningen af gerningsmændene til celebre attentater. Store tilskuerskarer flokkedes for at overvære en sønderrivningseksekution. Casanova overværede henrettelsen af Damiens.
Når visse kristne martyrer siges at være sønderrevet af heste, er det snarere anekdotisk end historisk.
Der findes ingen antydning af, at henrettelsesmetoden har været brugt i Danmark.